# Canthigaster margaritata
Canthigaster margaritata är en fiskart som först beskrevs av Eduard Rüppell 1829.  Canthigaster margaritata ingår i släktet Canthigaster och familjen blåsfiskar. Inga underarter finns listade.